# Lie to Me (Mikolas Josef)
Lie to Me è un singolo del cantante ceco Mikolas Josef, pubblicato il 19 novembre 2017.
Scritto da Josef stesso, l'8 gennaio 2018 il brano è stato selezionato per partecipare al Eurovision Song CZ. Nella serata del 29 gennaio 2018, Josef viene proclamato vincitore del programma, guadagnando così il diritto di rappresentare la Repubblica Ceca all'Eurovision Song Contest 2018 a Lisbona, in Portogallo.
Il brano ha gareggiato nella prima semifinale dell'8 maggio 2018, competendo con altri 18 artisti per uno dei dieci posti nella finale del 12 maggio.

## Tracce
Download digitale
1. Lie to Me – 2:50
2. Lie to Me (Eurovision version) – 2:50

## Classifiche
| Classifica (2017) | Posizione massima |
| ----------------- | ----------------- |
| Estonia           | 7                 |
| Repubblica Ceca   | 2                 |